# Atto costitutivo
L'atto costitutivo, secondo la legge italiana, è l'atto giuridico con il quale si dà vita ad una persona giuridica ma non solo; nel caso delle fondazioni prende il nome di atto di fondazione. 

## Caratteristiche
Esso ha natura di atto di autonomia privata nel caso delle persone giuridiche private, mentre, nel caso delle persone giuridiche pubbliche, ha natura di provvedimento. All'atto costitutivo (o di fondazione) può essere allegato lo statuto della persona giuridica.
Lo Statuto sociale integra le disposizioni di legge vigenti, cui deve essere conforme. Esso definisce le caratteristiche essenziali nonché le principali norme di organizzazione e funzionamento della Società. Per quanto non espressamente disposto dallo Statuto, trovano applicazione le disposizioni del Codice Civile e delle leggi speciali del settore economico di operatività.
Il Collegio sindacale è il principale organo deputato allo svolgimento delle attività di vigilanza e controllo sulla conformità alla legge e allo Statuto degli atti e patti sottoscritti dagli amministratori (amministratore delegato, presidente e membri del Consiglio di Amministrazione, dirigenti apicali). Il ruolo del collegio sindacale è prima di tutto un ruolo di controllo di legalità. 
Il collegio ha il compito di segnalare le anomalie all'assemblea straordinaria degli azionisti, oppure denunciare direttamente alla magistratura le notizie di reato relative a fatti di rilevanza penale. Il giudice ha il potere di annullare le delibere non conformi a leggi, regolamenti o statuti, e nei casi di maggiore gravità il potere di revocare la nomina dei singoli amministratori nelle società di capitali, sia in quelle a partecipazione pubblica che in quelle totalmente private.

## Nei diversi enti

### Associazioni
La costituzione delle associazioni avviene attraverso l'atto costitutivo, che è il negozio che può stipularsi nella forma di atto pubblico, scrittura privata autenticata o scrittura privata registrata, a seconda delle richieste di legge. Se non è richiesta alcuna forma, l'atto costitutivo può essere stipulato anche con scrittura privata, registrata e non, o verbalmente.

### Fondazioni
Per quanto riguarda, invece, le fondazioni, l'atto costitutivo prende il nome di "atto di fondazione" o "negozio di fondazione". Analogamente all'atto costitutivo tipico delle associazioni riconosciute, l'atto di fondazione può essere accompagnato da uno statuto. I due documenti devono contenere: la denominazione dell'ente, l'indicazione dello scopo, del patrimonio e della sede dell'ente e le norme relative al funzionamento dell'ente stesso.

### Società per azioni
Una società per azioni può essere costituita da uno o più soci fondatori attraverso un atto unilaterale oppure attraverso un contratto (art. 2328 c.c.). L'atto costitutivo è solitamente derivante, fatti salvi gli obblighi di legge, dalla libera negoziazione delle parti, anche se talvolta può derivare da un provvedimento legislativo o amministrativo.
La stipulazione dell'atto costitutivo può essere condotta attraverso due procedure distinte. La prima, di gran lunga la più utilizzata, è la stipulazione simultanea: essa prevede che le parti contraenti sottoscrivano nello stesso momento davanti ad un notaio l'atto costitutivo e il capitale sociale (art. 2329 c.c.).
La seconda, meno utilizzata e più complessa, è la stipulazione per pubblica sottoscrizione (artt. 2333 e segg. c.c.), che si compone di quattro fasi:
- nella prima fase, i cosiddetti "soci promotori" predispongono un programma della costituenda società che ne indichi oggetto e capitale, le principali disposizioni dell'atto costitutivo e dello statuto, l'eventuale partecipazione agli utili che i soci si riservano e il termine entro cui va stipulato l'atto costitutivo (art. 2333);
- nella seconda fase, i risparmiatori possono aderire al programma sottoscrivendo le azioni della costituenda società e versando un quarto del dovuto (o la totalità, nel caso di atto unilaterale) entro trenta giorni dalla sottoscrizione (artt. 2334 e 2342, comma 2);
- nella terza fase, è convocata l'assemblea dei sottoscrittori, che delibera sul contenuto dell'atto costitutivo non fissato dal programma e nomina gli organi sociali (art. 2334, comma 3 e 2335);
- nella quarta ed ultima fase, si procede alla stipula dell'atto costitutivo vero e proprio (art. 2336).

La società viene definitivamente costituita e acquisisce la personalità giuridica attraverso l'iscrizione della stessa nel registro delle imprese e con il deposito contestuale dell'atto costitutivo (art. 2331).
Tutte le modifiche dell'atto costitutivo sono adottate dall'assemblea degli azionisti convocata in seduta straordinaria, sovente con la previsione di quorum rafforzati.

### Società a responsabilità limitata
Nelle s.r.l., i diritti sociali spettano ai soci in misura proporzionale alla partecipazione da ciascuno posseduta. Se l'atto costitutivo non prevede diversamente, le partecipazioni dei soci sono determinate in misura proporzionale al conferimento. 
Ciò significa che, per espressa volontà dei soci, le partecipazioni o le quote possono essere assegnate in misura anche non proporzionale alla professionalità di singoli soci tuttavia, analogamente alle S.p.A, in relazione a quanto stabilito nell'art. 2464 comma primo, il valore dei conferimenti non può essere complessivamente inferiore all'ammontare globale del capitale sociale.